# Unione Sportiva Alessandria Calcio 1912 2016-2017
Questa voce raccoglie le informazioni riguardanti l'Unione Sportiva Alessandria Calcio 1912 nelle competizioni ufficiali della stagione 2016-2017.

## Stagione
Nella stagione 2016-2017 l'Alessandria disputa il trentesimo campionato di terza serie della sua storia, prendendo parte al girone A della Lega Pro. Allenata da Piero Braglia disputa un notevole torneo, nel girone di andata stacca tutte le concorrenti, raccogliendo 47 punti, 8 punti in più della Cremonese. Poi nel girone di ritorno ha un calo e si fa rimontare dai grigiorossi, perde la testa solitaria ai primi di aprile quando arrivano due sconfitte di fila, nel finale di torneo riesce a stare appaiata alla Cremonese, che arriva al traguardo con gli stessi 78 punti dell'Alessandria, ma con il vantaggio degli scontri diretti. Così per ottenere la promozione i grigi devono vincere i Play-off, a due giornate dal termine del campionato si tenta anche la carta del cambio di allenatore, a Piero Braglia succede Giuseppe Pillon. Nei Play-off l'Alessandria parte dalla seconda fase, nella quale supera nel doppio confronto la Casertana, nei quarti supera nel doppio confronto il Lecce, in semifinale supera (2-1) in gara unica la Reggiana, mentre nella finale in gara unica perde (2-0) con il Parma, che sale in Serie B.

## Divise e sponsor
Il fornitore ufficiale di materiale tecnico per la stagione 2016-2017 è Acerbis, in virtù del contratto di partnership quadriennale sottoscritto nel 2013; gli sponsor di maglia sono GLS Corriere Espresso (main sponsor), Decathlon (co-sponsor) e Ascom (sul retro della maglia).
| 1ª divisa | 2ª divisa | 105 anni |

## Organigramma societario
Area direttiva
- Presidente: Luca Di Masi

Area organizzativa
- Segretario generale e delegato alla sicurezza: Stefano Toti
- Team manager: Filippo Giordanengo
- Segreteria amministrativa: Cristina Bortolini e Federica Rosina
- Addetto all'arbitro: Emiliano Gallione

Area comunicazione
- Responsabile: Gigi Poggio

Area marketing
- Direttore Commerciale: Luca Borio
- Addetto commerciale: Federico Vaio

Area tecnica
- Direttore Sportivo: Giuseppe Magalini, dal 2 maggio Pasquale Sensibile
- Responsabile area scouting: Alessandro Soldati
- Allenatore: Piero Braglia, dal 16 aprile Giuseppe Pillon
- Allenatore in seconda: Mauro Isetto, dal 16 aprile Rino Lavezzini
- Preparatore atletico: Mirco Spedicato, dal 16 aprile Jacopo Pillon
- Preparatore dei portieri: Andrea Servili
- Recupero infortuni: Andrea Bocchio
- Magazziniere: Franco De Giorgio

Area sanitaria
- Responsabile: Dr. Marco Salvucci
- Medico sociale: Dr. Paolo Gentili
- Massofisioterapisti: Jacopo Capocchiano e Giuseppe Ciclista

## Rosa
| N. |                    | Ruolo | Calciatore                        |
| -- | ------------------ | ----- | --------------------------------- |
| 1  | Italia (bandiera)  | P     | Gianmarco Vannucchi               |
| 2  | Croazia (bandiera) | D     | Vedran Celjak                     |
| 3  | Italia (bandiera)  | D     | Gianni Manfrin                    |
| 4  | Italia (bandiera)  | C     | Riccardo Cazzola                  |
| 5  | Brasile (bandiera) | C     | Adriano Mezavilla (vice capitano) |
| 6  | Italia (bandiera)  | D     | Luca Piana                        |
| 7  | Italia (bandiera)  | A     | Simone Rosso                      |
| 8  | Italia (bandiera)  | C     | Gianluca Nicco                    |
| 9  | Italia (bandiera)  | A     | Michele Marconi                   |
| 10 | Italia (bandiera)  | A     | Simone Iocolano                   |
| 11 | Italia (bandiera)  | A     | Manuel Fischnaller                |
| 12 | Italia (bandiera)  | P     | Cosimo La Gorga                   |
| 13 | Italia (bandiera)  | D     | Felice Piccolo                    |
| 14 | Italia (bandiera)  | C     | Alessio Sestu                     |

| N. |                      | Ruolo | Calciatore               |
| -- | -------------------- | ----- | ------------------------ |
| 15 | Albania (bandiera)   | C     | Kleto Gjura              |
| 17 | Italia (bandiera)    | A     | Manuel Marras            |
| 18 | Argentina (bandiera) | A     | Pablo Andrés González    |
| 19 | Uruguay (bandiera)   | D     | Cristian Sosa (capitano) |
| 20 | Italia (bandiera)    | D     | Luca Barlocco            |
| 21 | Italia (bandiera)    | D     | Simone Gozzi             |
| 22 | Italia (bandiera)    | P     | Davide Bertoglio         |
| 23 | Italia (bandiera)    | C     | Simone Branca            |
| 24 | Italia (bandiera)    | A     | Riccardo Bocalon         |
| 25 | Marocco (bandiera)   | A     | Oussama M'Hamsi          |
| 26 | Italia (bandiera)    | D     | Marco Aramini            |
| 27 | Italia (bandiera)    | D     | Valerio Nava             |
| 32 | Italia (bandiera)    | A     | Felice Evacuo            |

## Calciomercato

### Sessione estiva(dal 1º luglio al 31 agosto)
| Acquisti | Acquisti              | Acquisti   | Acquisti          |
| R.       | Nome                  | da         | Modalità          |
| -------- | --------------------- | ---------- | ----------------- |
| P        | Cosimo La Gorga       | Pro Patria | svincolato        |
| D        | Luca Barlocco         | Juventus   | prestito          |
| D        | Matteo Fissore        | Torino     | definitivo        |
| D        | Simone Gozzi          | Modena     | svincolato        |
| D        | Felice Piccolo        | Spezia     | svincolato        |
| C        | Riccardo Cazzola      | Atalanta   | svincolato        |
| C        | Alessio Sestu         | Chievo     | prestito biennale |
| A        | Pablo Andrés González | Novara     | definitivo        |
| A        | Vittorio La Fauci     | Olginatese | definitivo        |
| A        | Simone Russini        | Ternana    | svincolato        |

| Cessioni | Cessioni                 | Cessioni     | Cessioni      |
| R.       | Nome                     | a            | Modalità      |
| -------- | ------------------------ | ------------ | ------------- |
| P        | Emanuele Nordi           | AlbinoLeffe  | svincolato    |
| D        | Marco Guerriera          | AlbinoLeffe  | definitivo    |
| D        | Santiago Morero          | Juve Stabia  | definitivo    |
| D        | Giuseppe Picone          | Paganese     | prestito      |
| D        | Alex Sirri               | Arezzo       | definitivo    |
| D        | Roberto Sabato           | Catanzaro    | svincolato    |
| D        | Nicolò Sperotto          | Carpi        | fine prestito |
| D        | Leonardo Terigi          | Siena        | svincolato    |
| D        | Ferdinando Vitofrancesco | Lecce        | svincolato    |
| C        | Filippo Boniperti        | Mantova      | definitivo    |
| C        | Andrea Cittadino         | Melfi        | definitivo    |
| C        | Massimo Loviso           | AlbinoLeffe  | definitivo    |
| A        | Antimo Iunco             | Paganese     | svincolato    |
| A        | Matteo Principe          | Pro Vercelli | fine prestito |
| A        | Simone Russini           | Lumezzane    | prestito      |

### Sessione invernale(dal 3 al 31 gennaio)
| Acquisti | Acquisti      | Acquisti     | Acquisti   |
| R.       | Nome          | da           | Modalità   |
| -------- | ------------- | ------------ | ---------- |
| A        | Felice Evacuo | Parma        | prestito   |
| D        | Valerio Nava  | Atalanta     | prestito   |
| D        | Luca Piana    | Pro Piacenza | definitivo |
| A        | Simone Rosso  | Torino       | prestito   |

| Cessioni | Cessioni           | Cessioni  | Cessioni                         |
| R.       | Nome               | da        | Modalità                         |
| -------- | ------------------ | --------- | -------------------------------- |
| C        | Niccolò Cottarelli | Caronnese | prestito                         |
| D        | Matteo Fissore     | Como      | prestito                         |
| A        | Michele Marconi    | Lecce     | prestito con diritto di riscatto |

## Risultati

### Campionato

#### Girone di andata
| Arbitro: | Fiorini (Frosinone) |

|  |           |              |
|  | Marcatori | 83’ González |

| Arbitro: | Strippoli (Bari) |

|                                |           |                        |
| González 51’ Iocolano 62’, 71’ | Marcatori | 66’ (rig.) Vantaggiato |

| Arbitro: | Massimi (Termoli) |

|  |           |                     |
|  | Marcatori | 58’ (rig.) González |

| Arbitro: | Giua (Olbia) |

|                 |           |  |
| Fischnaller 64’ | Marcatori |  |

| Arbitro: | Dionisi (L'Aquila) |

|              |           |                          |
| Razzitti 86’ | Marcatori | 25’ González 48’ Bocalon |

| Arbitro: | Pillitteri (Palermo) |

|                           |           |  |
| Mezavilla 27’ Bocalon 34’ | Marcatori |  |

| Arbitro: | Paolini (Ascoli Piceno) |

|              |           |                |
| Iocolano 64’ | Marcatori | 57’ Belingheri |

| Arbitro: | Piscopo (Imperia) |

|            |           |                                          |
| Zenuni 21’ | Marcatori | 37’ Cazzola 35’, 84’ Bocalon 80’ Piccolo |

| Arbitro: | Ranaldi (Tivoli) |

|                  |           |               |
| Bocalon 22’, 70’ | Marcatori | 16’ Benedetti |

| Arbitro: | Prontera (Bologna) |

|           |           |                                          |
| Cossu 41’ | Marcatori | 7’ Branca 56’, 90+3’ González 78’ Celjak |

| Arbitro: | Guida (Salerno) |

|                                                |           |                                 |
| Marras 9’ González 16’, 63’ Bocalon 44’, 90+5’ | Marcatori | 39’ (rig.) Mendicino 41’ Bunino |

| Arbitro: | Zanonato (Vicenza) |

|             |           |              |
| Massimo 59’ | Marcatori | 90’ González |

| Arbitro: | Fourneau (Roma) |

|              |           |              |
| Bonalumi 62’ | Marcatori | 35’ González |

| Arbitro: | Maggioni (Lecco) |

|                   |           |             |
| González 54’, 82’ | Marcatori | 63’ Torelli |

| Arbitro: | Massimi (Termoli) |

|  |           |              |
|  | Marcatori | 71’ González |

| Arbitro: | Sozza (Seregno) |

|                                        |           |  |
| Bocalon 40’, 76’ Cazzola 71’ Nicco 87’ | Marcatori |  |

| Arbitro: | Pietropaolo (Modena) |

|          |           |             |
| Teso 13’ | Marcatori | 33’ Cazzola |

| Arbitro: | Panarese (Lecce) |

|                                         |           |  |
| González 13’ Iocolano 70’ Bocalon 90+5’ | Marcatori |  |

| Pontedera 18 dicembre 2016, ore 16:30 CET 19ª giornata | Pontedera         | 0 – 0 referto | Alessandria | Stadio Ettore Mannucci (466 spett.)\| Arbitro: \| Amabile (Vicenza) \| |
| Arbitro:                                               | Amabile (Vicenza) |               |             |                                                                        |

#### Girone di ritorno
| Arbitro: | Chindemi (Viterbo) |

|                              |           |          |
| Bocalon 15’, 31’ Marconi 66’ | Marcatori | 45’ Sall |

| Arbitro: | Amoroso (Paola) |

|                  |           |            |
| Cellini 27’, 48’ | Marcatori | 16’ Marras |

| Arbitro: | Prontera (Bologna) |

|                   |           |            |
| González 61’, 72’ | Marcatori | 21’ De Feo |

| Arbitro: | Belice (Termoli) |

|              |           |  |
| Polidori 37’ | Marcatori |  |

| Arbitro: | Pagliardini (Arezzo) |

|             |           |  |
| Bocalon 65’ | Marcatori |  |

| Arbitro: | D'Apice (Arezzo) |

|                              |           |             |
| Chinellato 21’ Cristiani 27’ | Marcatori | 46’ Bocalon |

| Arbitro: | Giua (Pisa) |

|                  |           |  |
| A. Brighenti 64’ | Marcatori |  |

| Arbitro: | Zanonato (Vicenza) |

|                                        |           |  |
| Fischnaller 43’ Bocalon 47’ Evacuo 86’ | Marcatori |  |

| Pistoia 4 marzo 2017, ore 18:30 CET 28ª giornata | Pistoiese                | 0 – 0 referto | Alessandria | Stadio Marcello Melani (982 spett.)\| Arbitro: \| Guccini (Albano Laziale) \| |
| Arbitro:                                         | Guccini (Albano Laziale) |               |             |                                                                               |

| Arbitro: | Strippoli (Bari) |

|                          |           |             |
| Mezavilla 43’ Marras 44’ | Marcatori | 23’ Ragatzu |

| Arbitro: | Massimi (Termoli) |

|                      |           |  |
| Šarić 4’ Marotta 34’ | Marcatori |  |

| Arbitro: | Cipriani (Empoli) |

|                        |           |               |
| Bocalon 20’ Celjak 49’ | Marcatori | 30’ D'Attilio |

| Arbitro: | Robilotta (Sala Consilina) |

|                         |           |                                         |
| Bocalon 6’ González 89’ | Marcatori | 32’ Chiarello 57’, 65’ Okyere 78’ Bruno |

| Arbitro: | Paolini (Ascoli Piceno) |

|  |           |              |
|  | Marcatori | 32’ Barlocco |

| Arbitro: | Maggioni (Lecco) |

|                          |           |                           |
| Bocalon 26’ González 55’ | Marcatori | 59’ (rig.), 90+2’ Moncini |

| Arbitro: | Pillitteri (Palermo) |

|               |           |              |
| Jefferson 79’ | Marcatori | 54’ S. Rosso |

| Arbitro: | Piscopo (Imperia) |

|              |           |  |
| González 66’ | Marcatori |  |

| Arbitro: | Dionisi (L'Aquila) |

|           |           |                  |
| Gigli 36’ | Marcatori | 9’ (rig.) Evacuo |

| Arbitro: | Ranaldi (Tivoli) |

|                         |           |              |
| Bocalon 6’ González 61’ | Marcatori | 40’ Calcagni |

### Play-off

#### Play-off intergirone
| Arbitro: | Balice (Teramo) |

|             |           |                 |
| Taurino 76’ | Marcatori | 15’ Fischnaller |

| Arbitro: | Fourneau (Roma) |

|                                   |           |             |
| Gozzi 29’ Cazzola 45’ Bocalon 61’ | Marcatori | 27’ Ciotola |

#### Final Eight
| Arbitro: | Paolini (Ascoli Piceno) |

|             |           |            |
| Pacilli 53’ | Marcatori | 30’ Marras |

| Arbitro: | Guccini (Albano Laziale) |

|                                        |                      |                                                      |
| Branca Evacuo Bocalon Sosa Sestu Nicco | Tiri di rigore 5 – 4 | Costa Ferreira Conev Mancosu Caturano Lepore Ciancio |

| Arbitro: | Piscopo (Imperia) |

|                  |           |             |
| González 4’, 66’ | Marcatori | 78’ Guidone |

| Arbitro: | Giua (Pisa) |

|                            |           |  |
| Scavone 11’ Nocciolini 66’ | Marcatori |  |

### Coppa Italia

#### Turni eliminatori
| Arbitro: | Perotti (Legnano) |

|                          |           |             |
| Iocolano 39’ Bocalon 61’ | Marcatori | 41’ Carraro |

| Arbitro: | Sacchi (Macerata) |

|            |           |  |
| Brighi 44’ | Marcatori |  |

### Coppa Italia Lega Pro

#### Fase a eliminazione diretta
| Arbitro: | Miele (Torino) |

|                           |           |                    |
| Perna 84’, 95’ Lella 100’ | Marcatori | 34’ (rig.) Marconi |

## Statistiche

### Statistiche di squadra
| Competizione          | Punti                | In casa | In casa | In casa | In casa | In casa | In casa | In trasferta | In trasferta | In trasferta | In trasferta | In trasferta | In trasferta | Totale | Totale | Totale | Totale | Totale | Totale | D.R. |
| Competizione          | Punti                | G       | V       | N       | P       | Gf      | Gs      | G            | V            | N            | P            | Gf           | Gs           | G      | V      | N      | P      | Gf     | Gs     | D.R. |
| --------------------- | -------------------- | ------- | ------- | ------- | ------- | ------- | ------- | ------------ | ------------ | ------------ | ------------ | ------------ | ------------ | ------ | ------ | ------ | ------ | ------ | ------ | ---- |
| Campionato            | 78                   | 19      | 16      | 2       | 1       | 43      | 17      | 19           | 7            | 7            | 5            | 21           | 16           | 38     | 23     | 9      | 6      | 64     | 33     | +31  |
| Play-off              | finalista            | 3       | 2       | 1       | 0       | 5       | 2       | 3            | 0            | 2            | 1            | 2            | 4            | 6      | 2      | 3      | 1      | 7      | 6      |      |
| Coppa Italia          | secondo turno        | 1       | 1       | 0       | 0       | 2       | 1       | 1            | 0            | 0            | 1            | 0            | 1            | 2      | 1      | 0      | 1      | 2      | 2      | 0    |
| Coppa Italia Lega Pro | sedicesimi di finale | -       | -       | -       | -       | -       | -       | 1            | 0            | 0            | 1            | 1            | 3            | 1      | 0      | 0      | 1      | 1      | 3      | -2   |
| Totale                | 78                   | 23      | 19      | 3       | 1       | 50      | 20      | 24           | 7            | 9            | 8            | 24           | 24           | 47     | 26     | 12     | 9      | 74     | 44     | +29  |

### Andamento in campionato
| Giornata  | 1 | 2 | 3 | 4 | 5 | 6 | 7 | 8 | 9 | 10 | 11 | 12 | 13 | 14 | 15 | 16 | 17 | 18 | 19 | 20 | 21 | 22 | 23 | 24 | 25 | 26 | 27 | 28 | 29 | 30 | 31 | 32 | 33 | 34 | 35 | 36 | 37 | 38 |
| --------- | - | - | - | - | - | - | - | - | - | -- | -- | -- | -- | -- | -- | -- | -- | -- | -- | -- | -- | -- | -- | -- | -- | -- | -- | -- | -- | -- | -- | -- | -- | -- | -- | -- | -- | -- |
| Luogo     | T | C | T | C | T | C | T | C | T | C  | T  | T  | C  | T  | C  | T  | C  | C  | T  | C  | T  | C  | T  | C  | T  | C  | C  | T  | T  | C  | T  | C  | T  | C  | T  | C  | T  | C  |
| Risultato | V | V | V | V | V | V | N | V | V | V  | V  | N  | N  | V  | V  | V  | N  | V  | N  | V  | P  | V  | P  | V  | P  | P  | V  | N  | V  | P  | V  | P  | V  | N  | N  | V  | N  | V  |
| Posizione | 1 | 1 | 1 | 1 | 1 | 1 | 1 | 1 | 1 | 1  | 1  | 1  | 1  | 1  | 1  | 1  | 1  | 1  | 1  | 1  | 1  | 1  | 1  | 1  | 1  | 1  | 1  | 1  | 1  | 1  | 1  | 1  | 1  | 1  | 2  | 1  | 2  | 2  |

Legenda:

Luogo: C = Casa; T = Trasferta. Risultato: V = Vittoria; N = Pareggio; P = Sconfitta.

### Statistiche dei giocatori
| Giocatore      | Lega Pro | Lega Pro | Lega Pro    | Lega Pro   | Coppa Italia | Coppa Italia | Coppa Italia | Coppa Italia | Coppa Italia Lega Pro | Coppa Italia Lega Pro | Coppa Italia Lega Pro | Coppa Italia Lega Pro | Totale   | Totale | Totale      | Totale     |
| Giocatore      | Presenze | Reti     | Ammonizioni | Espulsioni | Presenze     | Reti         | Ammonizioni  | Espulsioni   | Presenze              | Reti                  | Ammonizioni           | Espulsioni            | Presenze | Reti   | Ammonizioni | Espulsioni |
| -------------- | -------- | -------- | ----------- | ---------- | ------------ | ------------ | ------------ | ------------ | --------------------- | --------------------- | --------------------- | --------------------- | -------- | ------ | ----------- | ---------- |
| L. Barlocco    | 5        | 0        | 2           | 0          | -            | -            | -            | -            | -                     | -                     | -                     | -                     | 5        | 0      | 2           | 0          |
| R. Bocalon     | 6        | 2        | 0           | 0          | 2            | 1            | 0            | 0            | -                     | -                     | -                     | -                     | 8        | 3      | 0           | 0          |
| S. Branca      | 3        | 0        | 0           | 0          | 2            | 0            | 0            | 0            | -                     | -                     | -                     | -                     | 5        | 0      | 0           | 0          |
| R. Cazzola     | 6        | 0        | 2           | 1          | 2            | 0            | 0            | 0            | -                     | -                     | -                     | -                     | 8        | 0      | 2           | 1          |
| V. Celjak      | 5        | 0        | 1           | 0          | 2            | 0            | 1            | 0            | -                     | -                     | -                     | -                     | 7        | 0      | 2           | 0          |
| M. Fischnaller | 3        | 1        | 0           | 0          | 2            | 0            | 0            | 0            | -                     | -                     | -                     | -                     | 5        | 1      | 0           | 0          |
| R. Fissore     | -        | -        | -           | -          | 1            | 0            | 0            | 0            | -                     | -                     | -                     | -                     | 1        | 0      | 0           | 0          |
| P.A. González  | 6        | 4        | 0           | 0          | 2            | 0            | 1            | 0            | -                     | -                     | -                     | -                     | 8        | 4      | 1           | 0          |
| S. Gozzi       | 5        | 0        | 0           | 0          | 1            | 0            | 0            | 0            | -                     | -                     | -                     | -                     | 6        | 0      | 0           | 0          |
| S. Iocolano    | 6        | 2        | 0           | 0          | 2            | 1            | 0            | 0            | -                     | -                     | -                     | -                     | 8        | 3      | 0           | 0          |
| G. Manfrin     | 2        | 0        | 0           | 0          | 2            | 0            | 0            | 0            | -                     | -                     | -                     | -                     | 4        | 0      | 0           | 0          |
| M. Marconi     | 4        | 0        | 0           | 0          | -            | -            | -            | -            | -                     | -                     | -                     | -                     | 4        | 0      | 0           | 0          |
| M. Marras      | 3        | 0        | 1           | 0          | 2            | 0            | 2            | 0            | -                     | -                     | -                     | -                     | 5        | 0      | 3           | 0          |
| A. Mezavilla   | 5        | 1        | 1           | 0          | 2            | 0            | 1            | 0            | -                     | -                     | -                     | -                     | 7        | 1      | 2           | 0          |
| G. Nicco       | 3        | 0        | 2           | 0          | 1            | 0            | 0            | 0            | -                     | -                     | -                     | -                     | 4        | 0      | 2           | 0          |
| F. Piccolo     | 6        | 0        | 1           | 0          | 1            | 0            | 0            | 0            | -                     | -                     | -                     | -                     | 7        | 0      | 1           | 0          |
| A. Sestu       | 4        | 0        | 0           | 0          | -            | -            | -            | -            | -                     | -                     | -                     | -                     | 4        | 0      | 0           | 0          |
| C. Sosa        | 6        | 0        | 0           | 0          | 2            | 0            | 1            | 0            | -                     | -                     | -                     | -                     | 8        | 0      | 1           | 0          |
| G. Vannucchi   | 6        | -2       | 0           | 0          | 2            | -2           | 1            | 0            | -                     | -                     | -                     | -                     | 8        | -4     | 1           | 0          |

## Giovanili
- Coordinatore organizzativo: Nereo Omero Meloni
- Coordinatore tecnico: Stefano Alfero
- Coordinatore organizzativo e scouting: Luca Loria

- Segretario sportivo: Stefano Carlet
- Segretario organizzativo: Giuseppe Cassaneti
- Supporto organizzativo: Monica Biorci

- Addetto stampa: Michela Amisano
- Allenatore Berretti: Fabio Rebuffi
- Magazziniere: Gianfranco Sguaizer